# Свистун південний

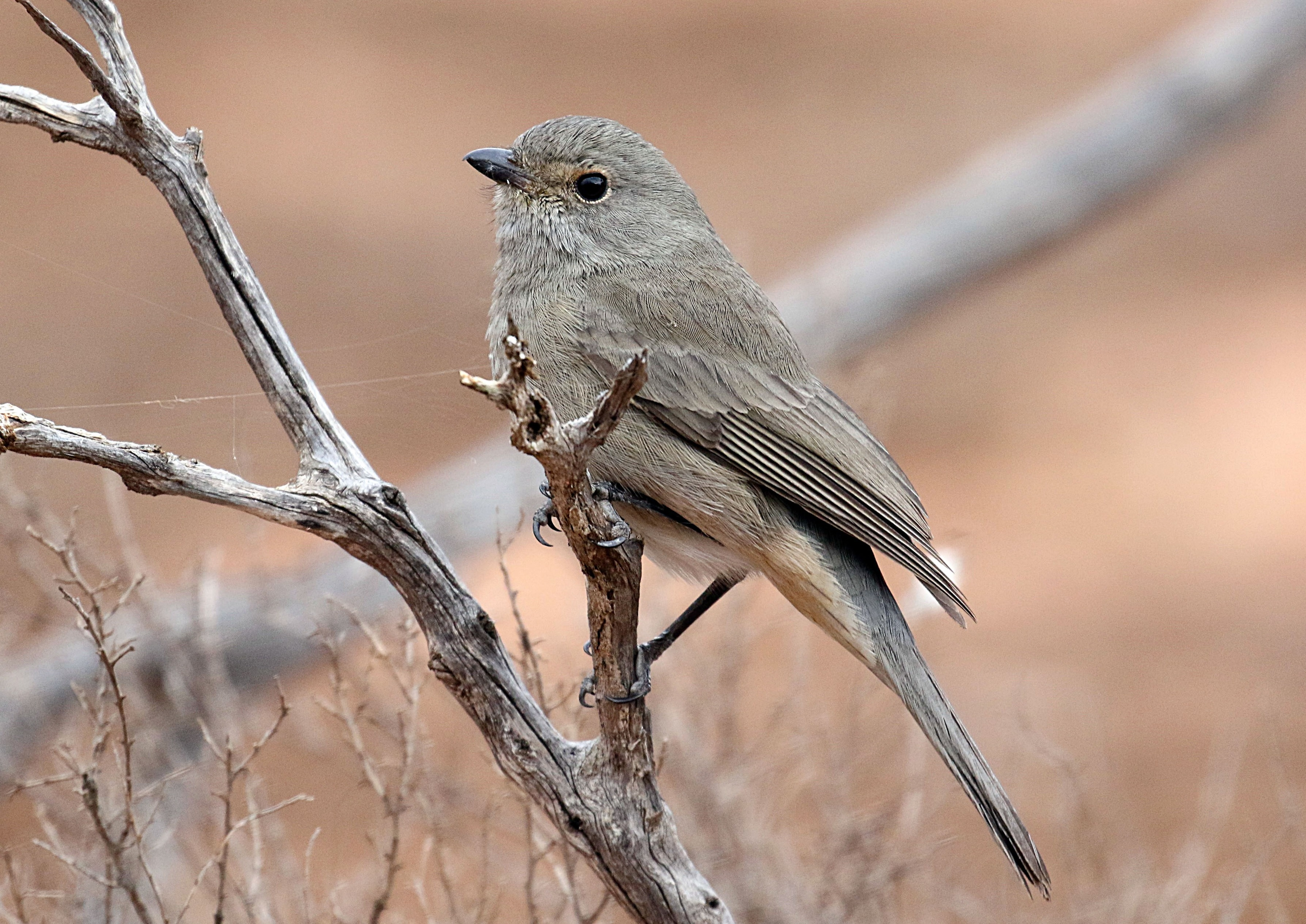
Південний свистун

Свистун південний (Pachycephala inornata) — вид горобцеподібних птахів родини свистунових (Pachycephalidae). Ендемік Австралії.

## Опис
Самці південних свистунів важать 29,8-32,5 г, а самиці — 23,5-32,2 г. Південні свистуни переважно коричнювато-сірі з рудуватими животами, очі у них червоні, дзьоби чорні, короткі (17–18 мм). У самців горло руде, у самиць горло світло-сіре, навколо очей білі кільця, нижня частина може бути поцяткована темними смужками. Молоді птахи схожі на самиць, за винятком коричневих дзьобів і темно-карих очей.
Південні свистуни, що мешкають на вищих широтах мають більші розміри, відповідно до правила Бергмана.

## Поширення і екологія
Південні свистуни поширені на півдні Австралії. Вони живуть переважно в напівпосушливих чагарникових заростях маллі, а також в акацієвих, евкаліптових, мелалеукових і казуаринових заростях. Вони віддають перевагу місцям. які вигоріли під час пожежі, відновилися, однак не встигли перетворитися в хащі.

## Поведінка
Південні свистуни харчуються комахами, яких шукає на землі і в підліску, а також плодами і насінням. Гніздо чашоподібне, птахи мажуть використовувати покинуті гнізда стадняків. В кладці 2-4, найчастіше 3 яйця. Інкубаційний період триває 15 днів.

## Збереження
МСОП вважає цей вид таким, що не потребує особливих заходів зі збереження. В штаті Новий Південний Уельс птах вважається вразливим, проводяться заходи з його збереження.